# V Łódzki Batalion Etapowy
V Łódzki batalion etapowy – oddział wojsk wartowniczych i etapowych w okresie II Rzeczypospolitej pełniący między innymi służbę ochronną na granicy polsko-sowieckiej.

## Formowanie i zmiany organizacyjne
Formowanie batalionu rozpoczęto na przełomie 1918-1919. Rozkazem nr 10 000 mob. z 19 lipca 1920 Minister Spraw Wojskowych przemianował 5/IV (V) batalion wartowniczy Łódzki na V Łódzki batalion etapowy.
Do batalionu wcielono żołnierzy starszych wiekiem i o słabszej kondycji fizycznej. Oficerowie i podoficerowie nie mieli większego doświadczenia bojowego. Batalion nie posiadał broni ciężkiej, a broń indywidualną żołnierzy stanowiły stare karabiny różnych wzorów z niewielką ilością amunicji. Wiosną 1920 batalion podlegał Okręgowi Etapowemu „Wilno”. 
We wrześniu 1920 batalion znajdował się w strukturze 3 Armii, stacjonował w Rejowcu, liczył 7 oficerów oraz 306 podoficerów i szeregowców.
W lutym 1921 bataliony etapowe przejęły ochronę granicy polsko-rosyjskiej. Początkowo pełniły ją na linii kordonowej, a w maju zostały przesunięte bezpośrednio na linię graniczną z zadaniem zamknięcia wszystkich dróg, przejść i mostów. W 1921 bataliony etapowe ochraniające granicę przekształcono w bataliony celne.

## Służba etapowa
Celem zwolnienia wojsk liniowych ze służby kordonowej i szczelniejszego zamknięcia granicy państwa, w marcu 1921 Ministerstwo Spraw Wojskowych zarządziło obsadzenie Kordonu Naczelnego Dowództwa WP przez Bataliony Etapowe. Batalion przejął od I/36 pp odcinek granicy od m. Buszcza do Ożenina. Dowództwo rozmieściło się w Mizoczu. W kwietniu 1921 uległa zmianie granica kordonowa. Batalion pozostał na swoich stanowiskach.

## Dowódcy batalionu
- mjr Emil Adolf Siemsen[12]
- por. Zamojski (był IX 1920[5])